# Bu Jiang
Bu Jiang (不降) bio je 11. kralj drevne Kine iz dinastije Xije, sin i nasljednik Xiea. Vladao je 59 godina.
Bio je unuk kralja Manga, brat Jionga te otac Kong Jije. Bu Jiangov je nećak bio Jin od Xije.
Smatra se da je Bu Jiang bio jedan od najmudrijih vladara dinastije Xije.
Abdicirao je u 59. godini vladavine u korist svog brata te se povukao, umrijevši 10 godina poslije.